# دهستان چپکرود غربی
دهستان چپکرود غربی، یکی از دهستان‌های بخش گیل‌خوران شهرستان جویبار در استان مازندران ایران است. مرکز این دهستان، روستای انارمرز است.

## جمعیت
بر پایه سرشماری عمومی نفوس و مسکن در سال ۱۳۹۵، جمعیت دهستان چپکرود غربی برابر با ۵٬۱۳۰ نفر بوده‌است.